# I Got Issues
I Got Issues è il sesto album in studio del rapper statunitense YG, pubblicato nel 2022.

## Tracce
1. Issues – 2:20
2. Baby Momma – 2:43
3. Toxic – 3:33
4. Maniac – 2:46
5. How to Rob a Rapper (with Mozzy and D3szn) – 3:32
6. I Dance (with Duki featuring Cuco) – 4:05
7. Scared Money (featuring J. Cole and Moneybagg Yo) – 3:24
8. Go Dumb (featuring H.E.R.) – 4:24
9. No Love – 3:26
10. Sober (featuring Roddy Ricch and Post Malone) – 4:13
11. Drink to This – 3:38
12. No Weapon (with Nas) – 4:15
13. Alone – 2:38
14. Killa Cali – 3:35

## Classifiche
| Classifica (2022) | Posizione raggiunta |
| ----------------- | ------------------- |
| Stati Uniti       | 18                  |